# 11708 Kathyfries
11708 Kathyfries eller 1998 HT19 är en asteroid i huvudbältet som upptäcktes den 18 april 1998 av LINEAR i Socorro County, New Mexico. Den är uppkallad efter Kathy Fries.
Asteroiden har en diameter på ungefär 2 kilometer.